# Augustus Addison Gould

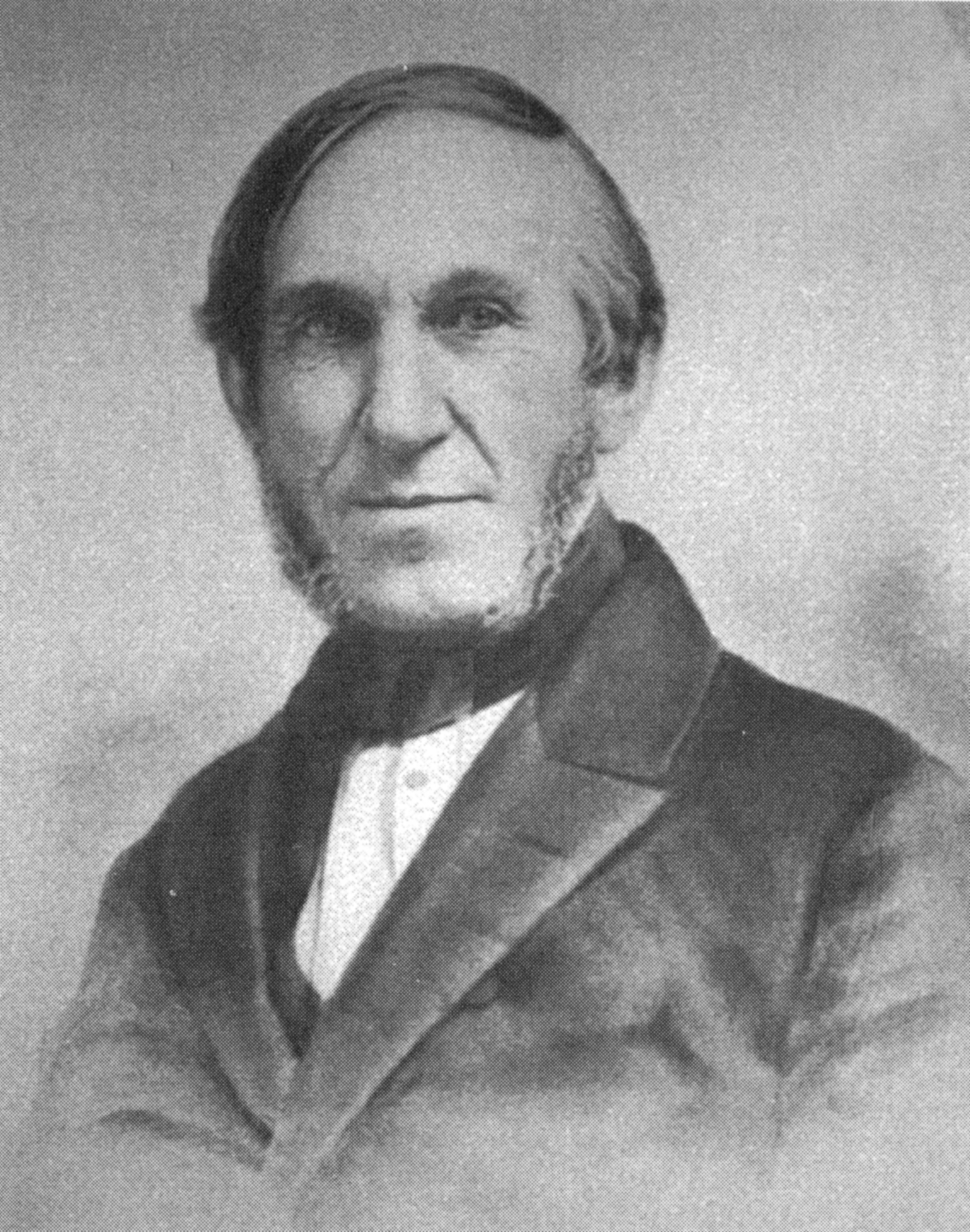
Augustus Addison Gould

Augustus Addison Gould (* 23. April 1805 in New Ipswich, New Hampshire; † 15. September 1866 in Boston, Massachusetts) war ein US-amerikanischer Conchologe, Malakologe und Naturwissenschaftler.

## Leben und Wirken

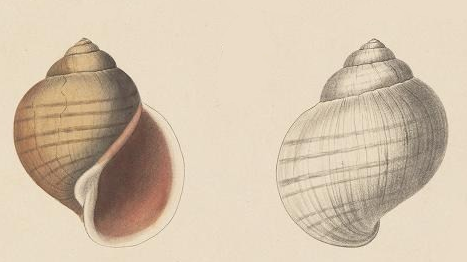
Goulds Illustration der Apfelschnecke
Pomacea columellaris, 1856

1825 erlangte Gould seinen Abschluss am Harvard College und machte 1830 seinen Doktor in Medizin. In Boston niedergelassen, widmete er sich dem Praktizieren der Medizin und erlangte schließlich einen hohen gesellschaftlichen Rang sowie Ansehen als Fachmann der Medizin. Er wurde Präsident der Massachusetts Medical Society und führte über die Geburten und Todesfälle des Staates Buch.
Gould erlangte weltweites Prestige und war als Forscher einer der Pioniere auf dem Gebiet der Schalenweichtiere und Wirbellosen. Als Autor verfasste er unter anderem illustrierte Werke über Krustentiere und Insekten. Zu seinen bedeutendsten Veröffentlichungen zählen der Report on the Invertebrata of Massachusetts (1841) und Mollusca and Shells (Ausgabe XII, 1852). Gemeinsam mit Louis Agassiz gab Gould 1848 die Principles of Zoology heraus.
Darüber hinaus bearbeitete er The Terrestrial and Airbreathing Mollusks (1851–1855) von Amis Binney und übersetzte Lamarcks Gerea of Shells (1833).
Gould war korrespondierendes Mitglied aller prominenten amerikanischen wissenschaftlichen Gesellschaften, sowie vieler in Europa, darunter auch der Royal Society in London.

## Erstbeschreibungen
Er ist u. a. Erstbeschreiber der Muschel Scabies crispata GOULD 1843, die zu den  Fluss- und Teichmuscheln  (Unionidae) zählt.

## Mitgliedschaften
1839 wurde Gould von Félix Édouard Guérin-Méneville als Mitglied Nummer 174 der Société Cuvierienne vorgestellt. Im Jahr 1841 wurde er in die American Academy of Arts and Sciences gewählt und zählte 1863 zu den Gründungsmitgliedern der National Academy of Sciences.

## Galerie

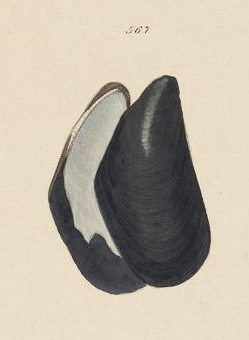
Pazifische Miesmuschel Mytilus trossulus
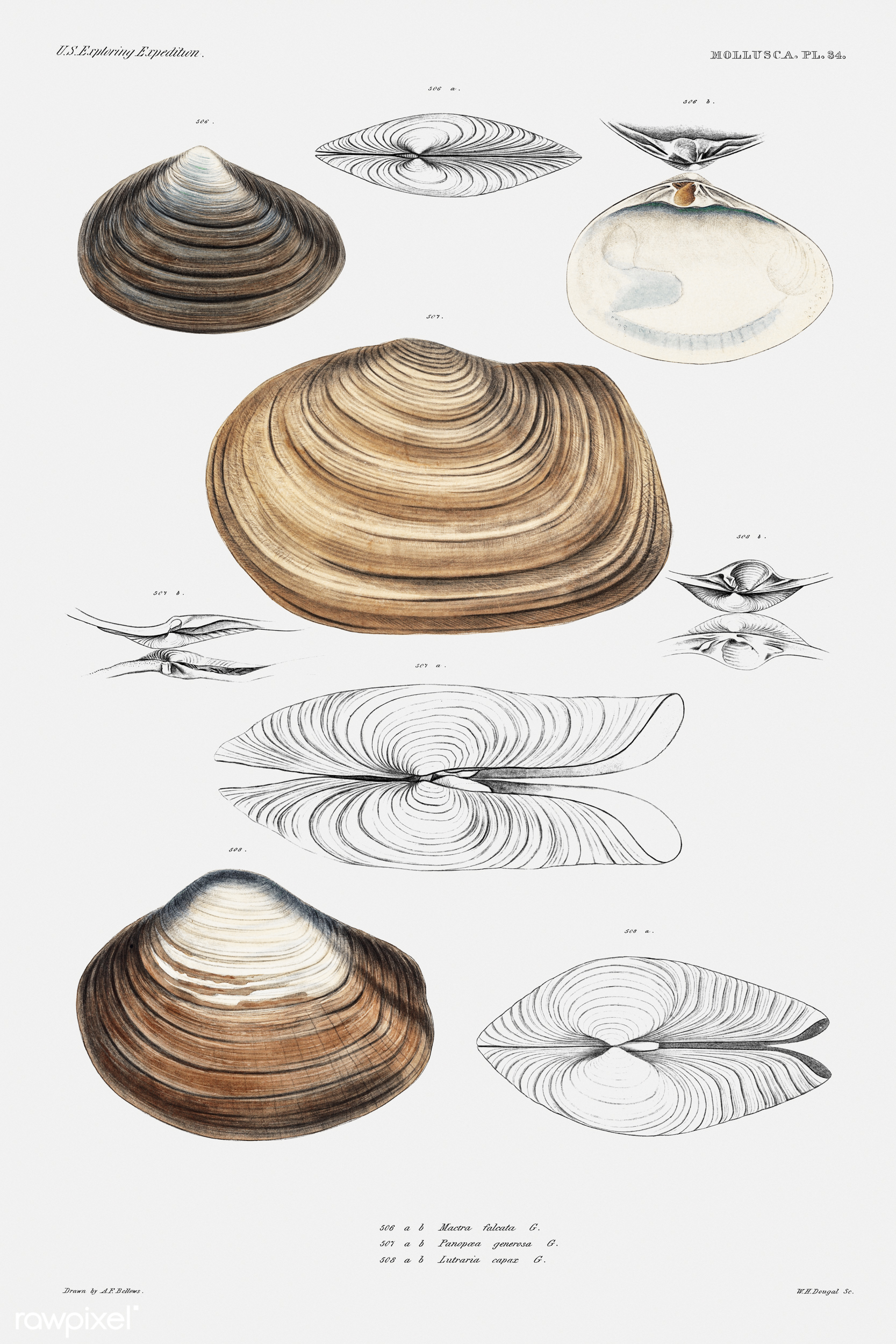
Nordamerikanische Muschelvarianten
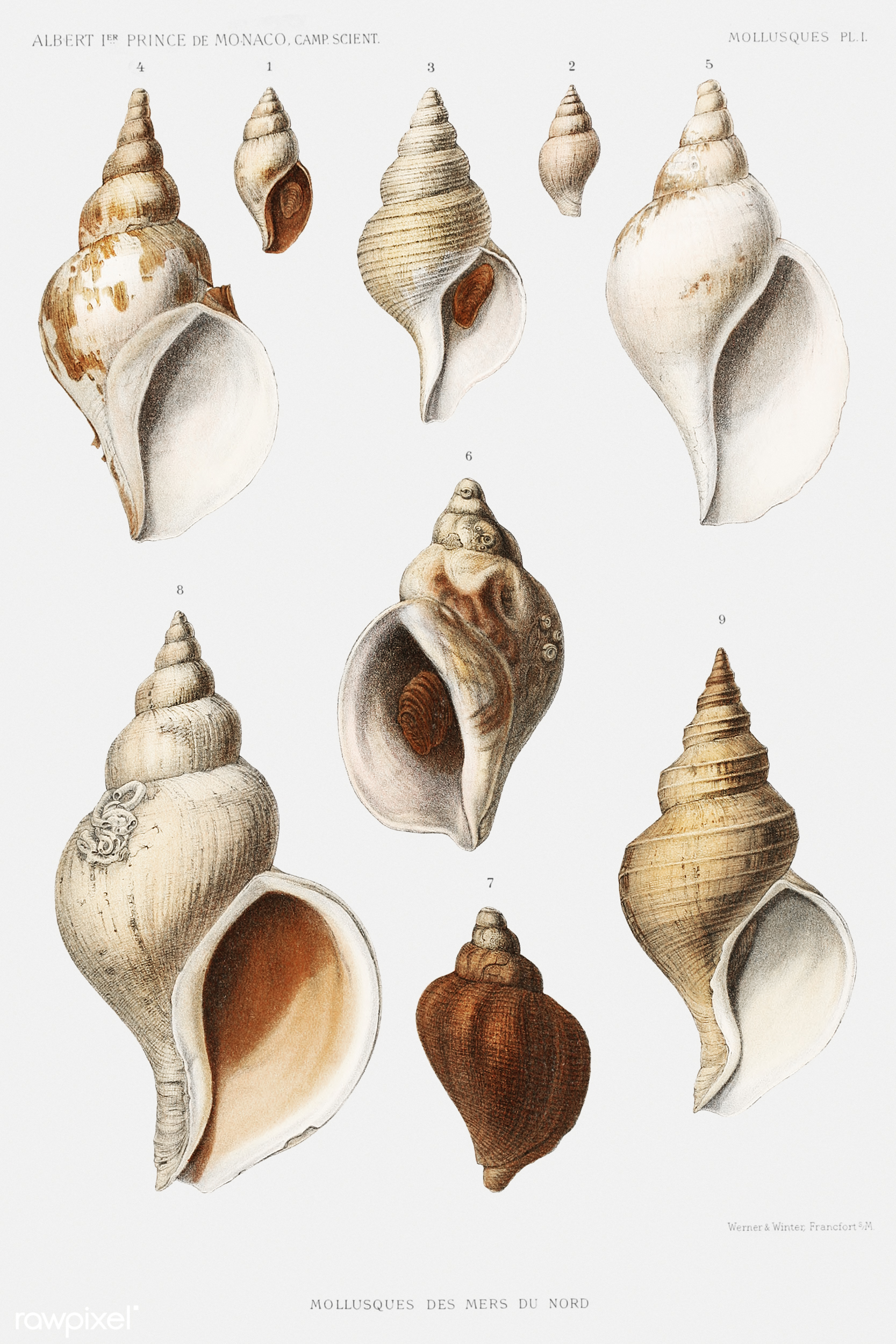
Meeresschnecken
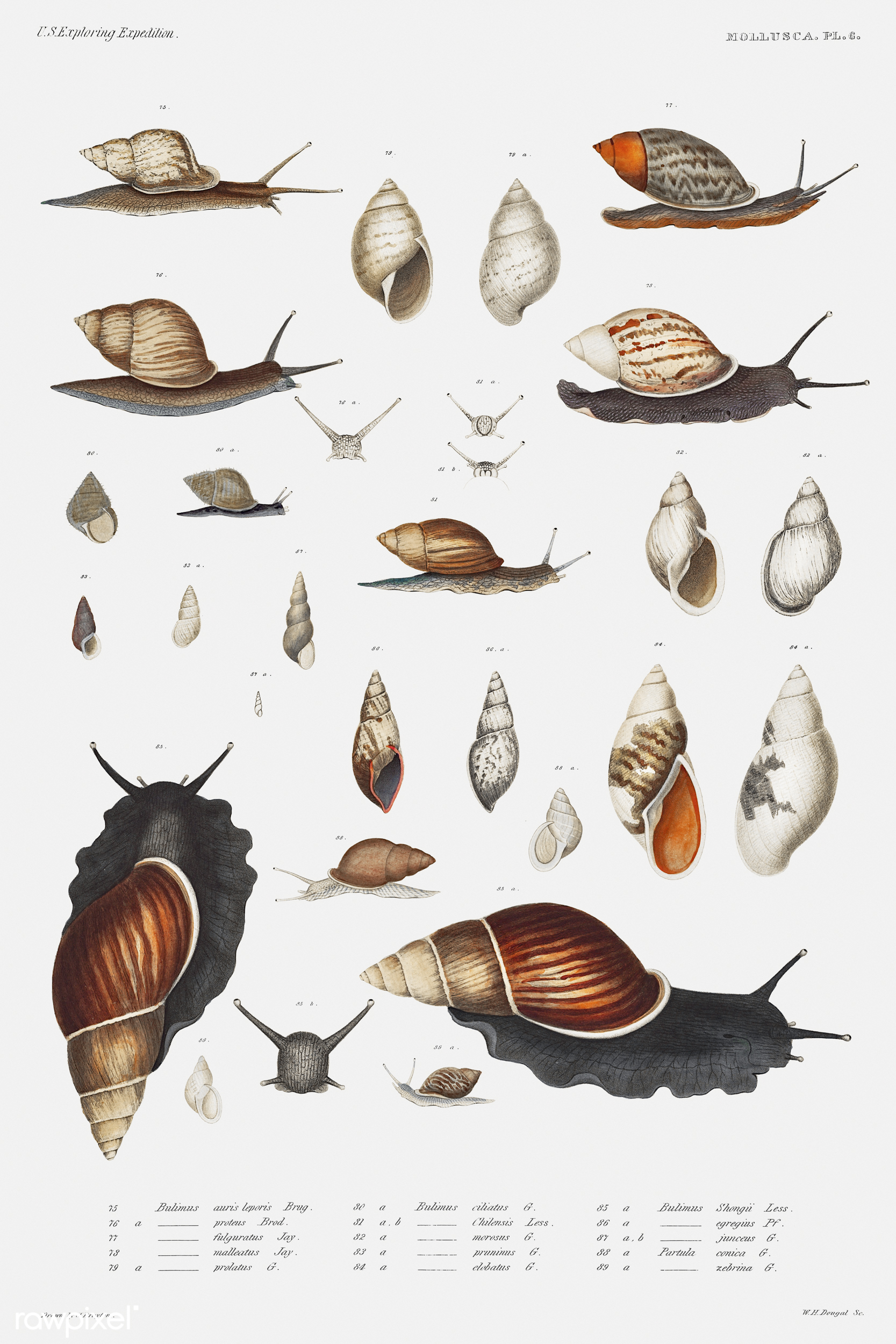
An Land lebende Schnecken
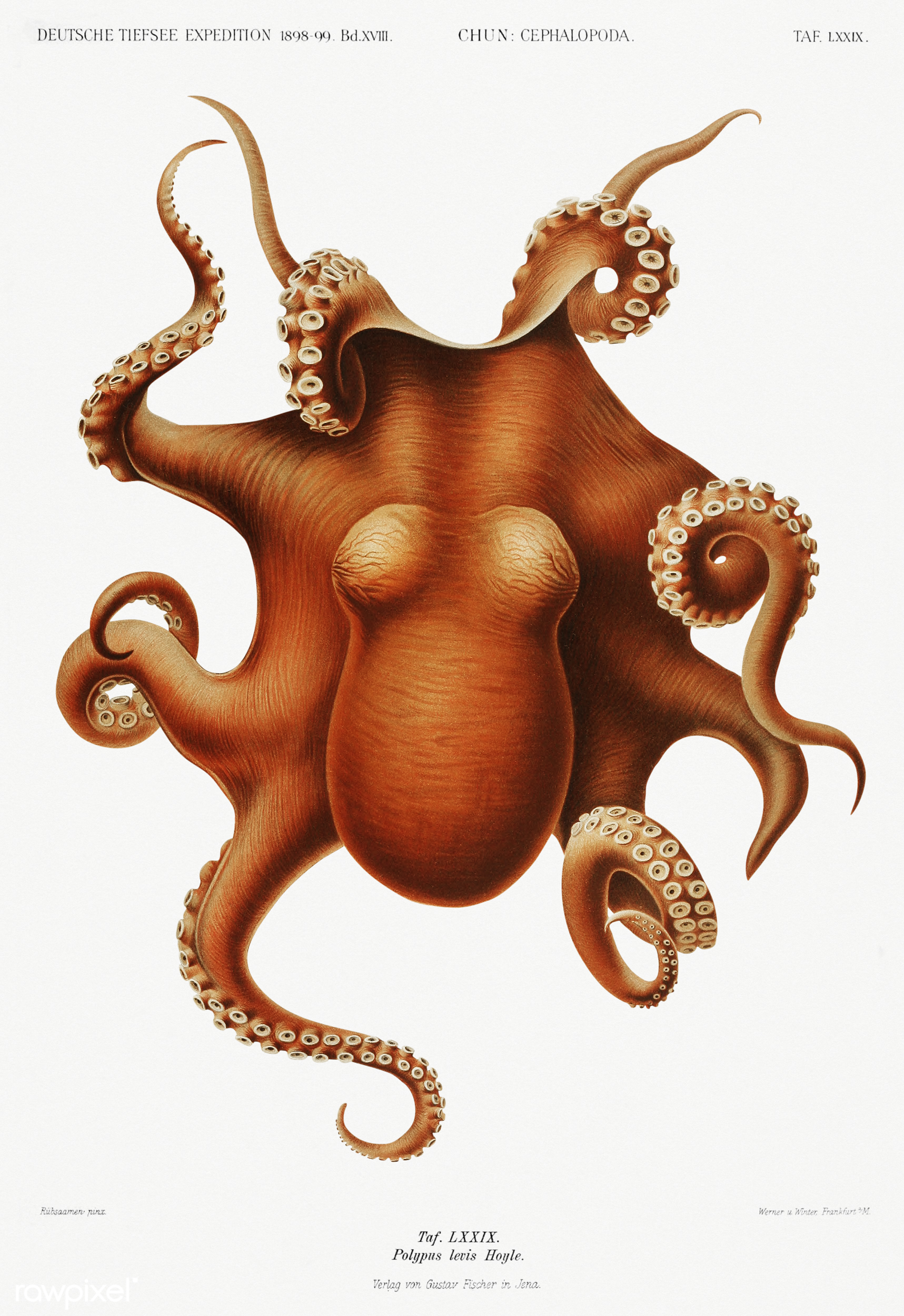
Oktopus
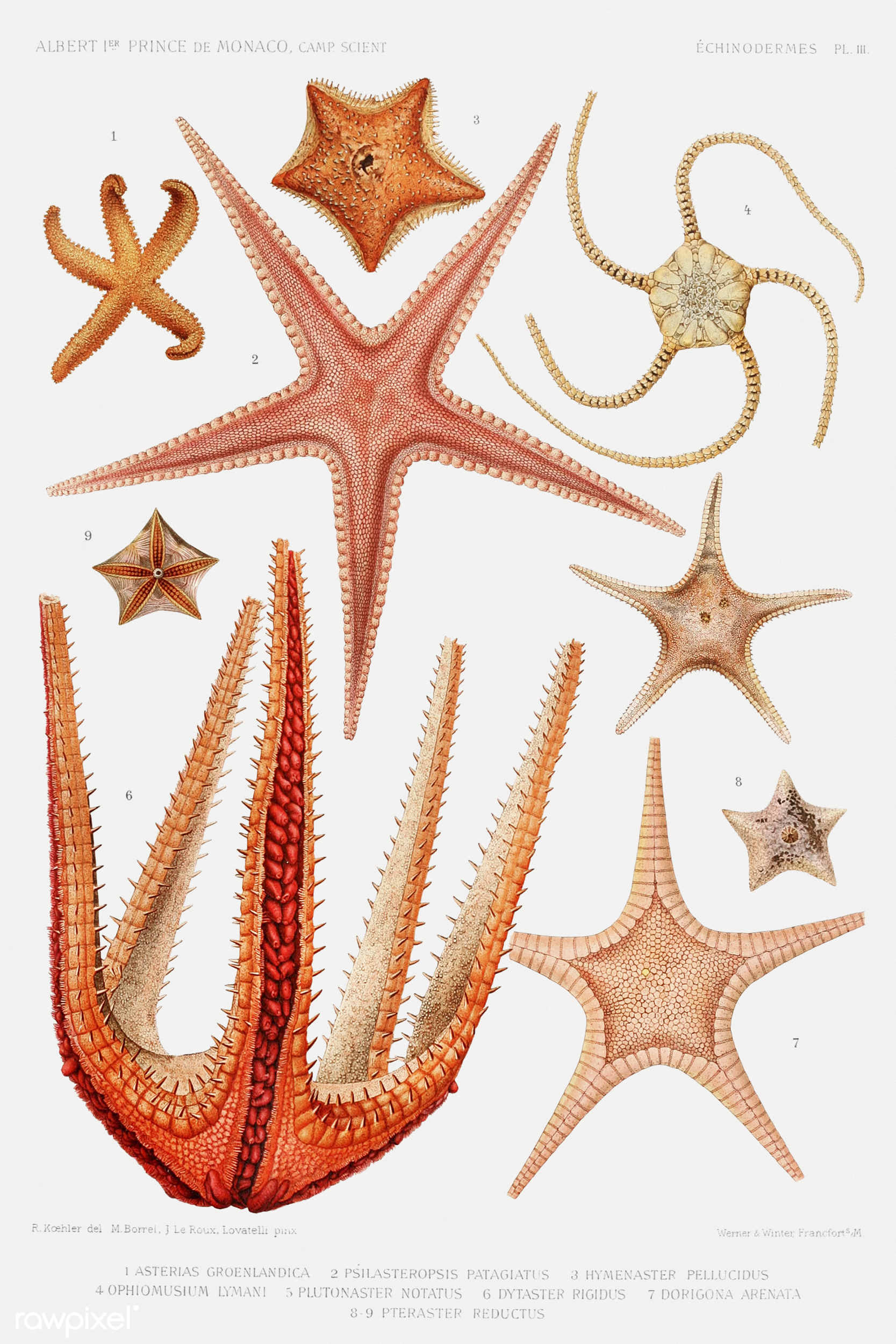
Seesterne
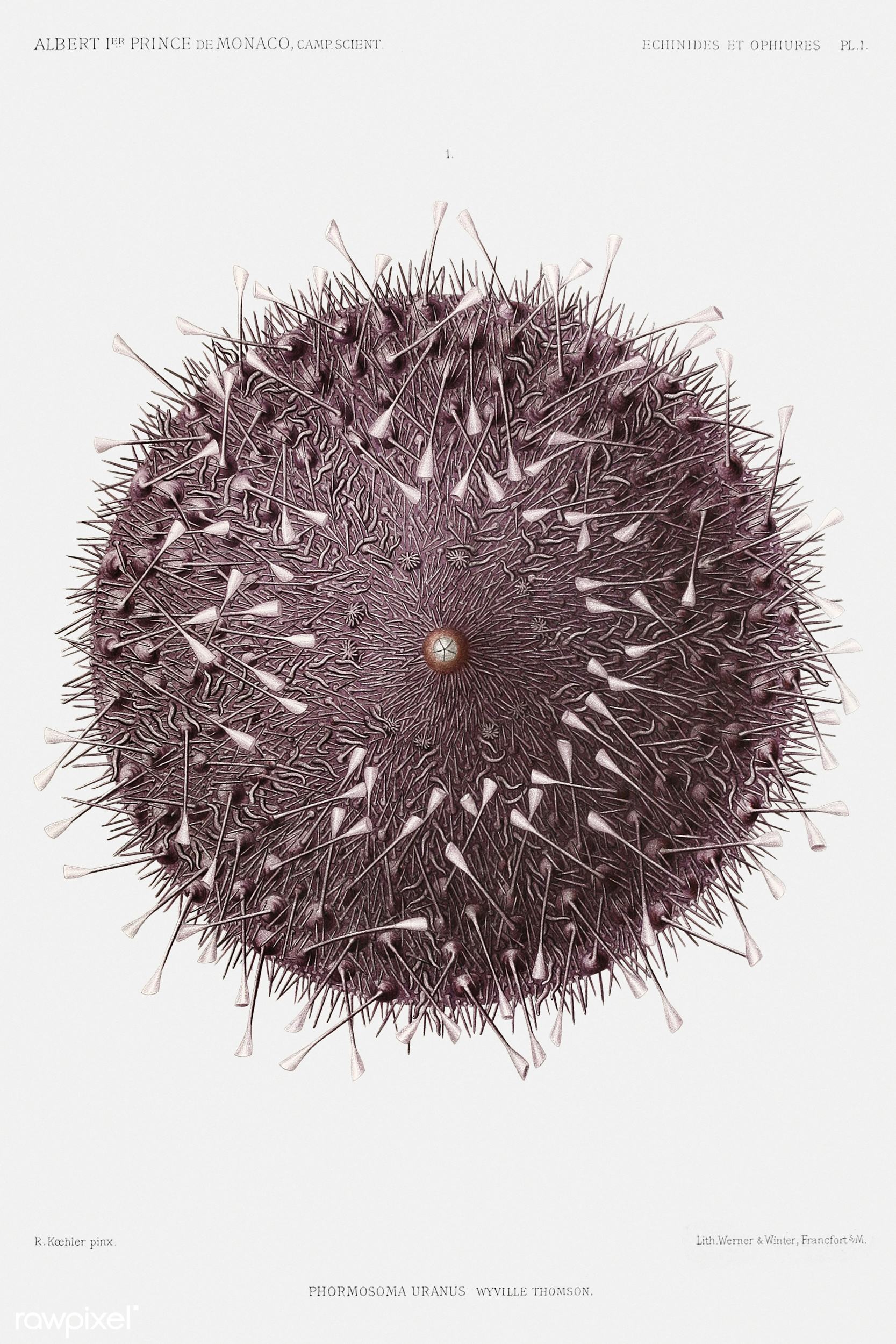
Seeigel
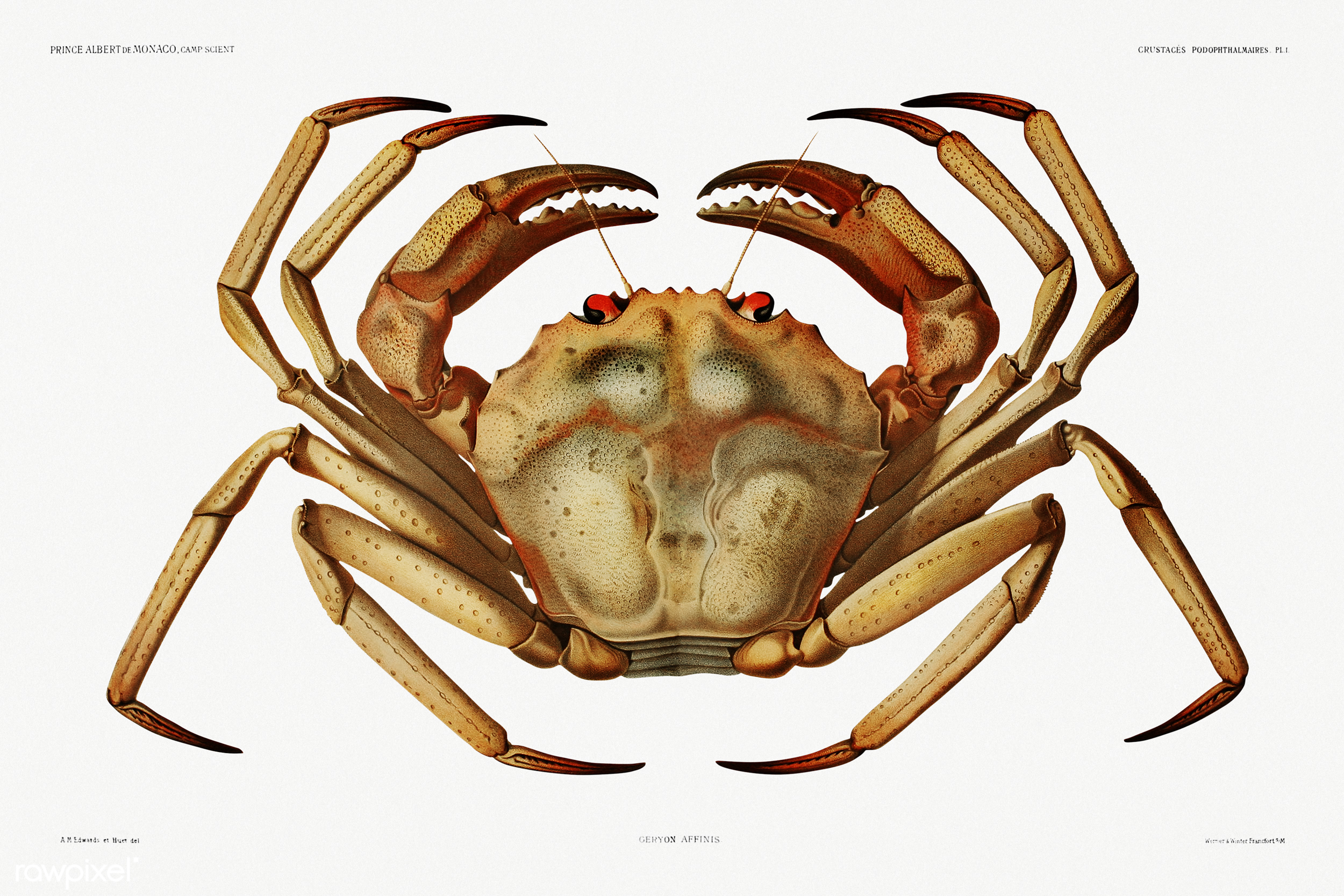
Zehnfußkrebs